# Trashiyangtse

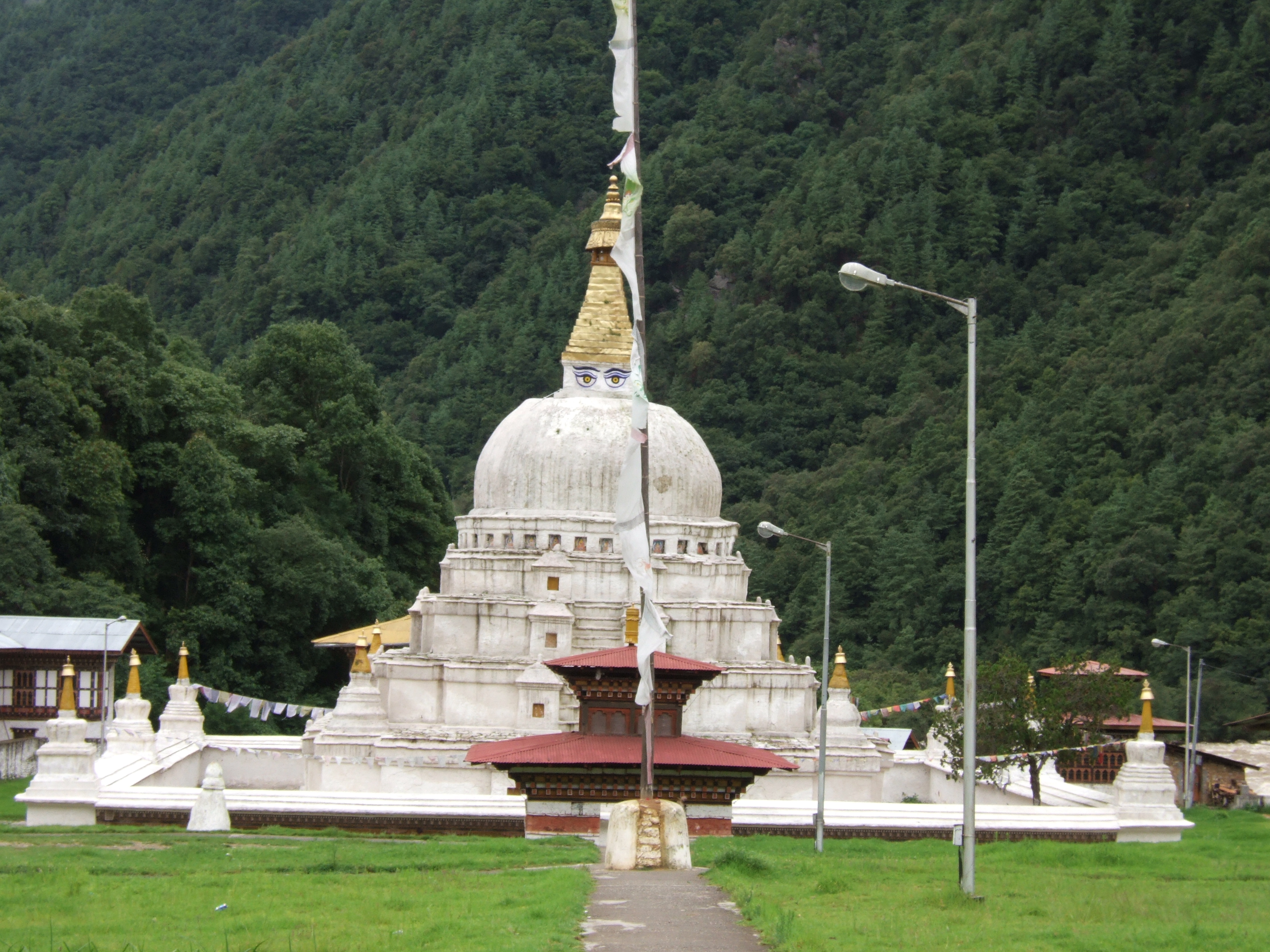

Trashiyangste est l'un des 20 dzongkhags qui constituent le Bhoutan.
Trashiyangtse est divisé en 8 gewogs :
- Bumdeling
- Jamkhar
- Khamdang
- Ramjar
- Toetsho
- Tomzhangtshen
- Trashiyangtse
- Yalang

## Représentation à l'Assemblée Nationale
Le district comporte deux circonscriptions législatives. Les députés actuels sont Wangdi et Namgay Dorji, tous deux issus du BTP.
| Code   | Nom                | Electeurs enregistrés |
| ------ | ------------------ | --------------------- |
| NA1601 | Boomdeling Jamkhar | 8 793                 |
| NA1602 | Khamdang Ramjar    | 8 740                 |

| Élection  | Circonscription | Circonscription | Circonscription | Circonscription | Circonscription | Circonscription     |
| Élection  | NA1601          | NA1601          | NA1601          | NA1602          | NA1602          | NA1602              |
| Élection  | Parti           | Parti           | Député          | Parti           | Parti           | Député              |
| --------- | --------------- | --------------- | --------------- | --------------- | --------------- | ------------------- |
| 2008      |                 | DPT             | Dupthob         |                 | DPT             | Kezang Wangdi       |
| 2013      |                 | DPT             | Dupthob         |                 | PDP             | Sonam Dondup Dorjee |
| 2018      |                 | DPT             | Dupthob         |                 | DPT             | Kuenga Loday        |
| 2023-2024 |                 | BTP             | Wangdi          |                 | BTP             | Namgay Dorji        |